# ۶۶۰ (پیش از میلاد)
۶۶۰ (پیش از میلاد) ۶۶۰مین سال قبل از تقویم میلادی است.